# Nó 6,3
Na teoria dos nós, o nó 63 é um dos três nós primos com seis cruzamentos, os outros sendo o nó 6,1 e o nó 6,2. É um nó alternante, hiperbólico e totalmente ambiquiral.

## Simetria
Como o nó 4,1, o nó 63 é totalmente ambiquiral. Isto significa que o nó 63 é ambiquiral, significando que é indistinguível de sua imagem espelhada. Além do mais, é inversível, significando que orientando a curva em qualquer direção produz o mesmo nó orientado.

## Invariantes
Seu polinômio de Alexander é
{\displaystyle \Delta (t)=t^{2}-3t+5-3t^{-1}+t^{-2},\,}
Seu polinômio de Conway é
{\displaystyle \nabla (z)=z^{4}+z^{2}+1,\,}
Seu polinômio de Jones é
{\displaystyle V(q)=-q^{3}+2q^{2}-2q+3-2q^{-1}+2q^{-2}-q^{-3},\,}
e seu polinômio de Kauffman é
{\displaystyle L(a,z)=az^{5}+z^{5}a^{-1}+2a^{2}z^{4}+2z^{4}a^{-2}+4z^{4}+a^{3}z^{3}+az^{3}+z^{3}a^{-1}+z^{3}a^{-3}-3a^{2}z^{2}-3z^{2}a^{-2}-6z^{2}-a^{3}z-2az-2za^{-1}-za^{}-3+a^{2}+a^{-2}+3.\,}
O nó de 63 é um nó hiperbólico, com seu complemento tendo um volume hiperbólico de aproximadamente 5.69302.